# Lindsey Van
Lindsey Van (Detroit, 27 novembre 1984) è un'ex saltatrice con gli sci statunitense.
Tra le prime atlete ad affermarsi ad alto livello nel salto con gli sci (il cui settore femminile nacque all'inizio del Terzo millennio), vinse la prima edizione dei Campionati mondiali femminili assoluti, nel 2009, ed ebbe un ruolo importante nello stimolare la crescita del movimento e nel sollecitarne l'accettazione quale disciplina olimpica.

## Biografia
Lindsey Van ha debuttato nel Circo bianco il 26 gennaio 2002 a Westby disputando una gara valida per la Coppa Continentale, il massimo circuito di gare femminili di salto prima dell'istituzione della Coppa del Mondo (avvenuta nella stagione 2012), giungendo 38ª; ha ottenuto il primo podio il 16 gennaio 2005 a Planica (2ª) e la prima vittoria il 1º ottobre 2005 a Park City.
In Coppa del Mondo ha esordito il 7 gennaio 2012 a Hinterzarten, ottenendo subito il primo podio (2ª alle spalle della svizzera Sabrina Windmüller).
In carriera ha partecipato a un'edizione dei Giochi olimpici invernali, Soči 2014 (15ª nel trampolino normale) e a tre dei Campionati mondiali, vincendo la medaglia d'oro nella prima prova iridata femminile della storia a Liberec 2009.
Dal 2008 in poi è stata vittima di vari infortuni che ne hanno via via minato il rendimento: in quell'anno infatti si lesionò la cartilagine di un ginocchio nel corso di un salto di allenamento, dovendo successivamente operarsi ed affrontare cinque mesi di riabilitazione. Rientrata in competizione, patì nuovamente un infortunio alla medesima articolazione, che in seguito verrà operata altre quattro volte. Tra gli altri problemi di salute patiti dalla Van si annoverano una lesione alla milza e problemi al tessuto nervoso di una gamba.
Il 1º marzo 2014, a seguito dell'ennesimo infortunio al ginocchio, non partecipò alla tappa di Coppa del Mondo di Râșnov (cui era iscritta) e infine, l'11 febbraio 2015, annunciò tramite il proprio account su Instagram il ritiro dalle competizioni.

## Palmarès

### Mondiali
- 1 medaglia:
  - 1 oro (trampolino normale a Liberec 2009)

### Coppa del Mondo
- Miglior piazzamento in classifica generale: 5ª nel 2012
- 2 podi:
  - 1 secondo posto
  - 1 terzo posto

### Coppa Continentale
- Miglior piazzamento in classifica generale: 2ª nel 2005 e 2006
- 44 podi:
  - 8 vittorie
  - 19 secondi posti
  - 17 terzi posti